# عروس‌مرغابی‌ها
 عروس‌مرغابی‌ها (نام علمی: Tadorna)، سرده‌ای از زیرتیرۀ عروس‌مرغابیان (Tadorninae)، تیرهٔ مرغابیان و راستهٔ غازسانان است. 

## گونه‌ها
- آنقوت Tadorna ferruginea
- آنقوت آفریقای جنوبی Tadorna cana
- تنجه استرالیایی Tadorna tadornoides
- تنجه بهشتی Tadorna variegata
- تنجه کاکلی Tadorna cristata - possibly انقراض (late 20th century?)
- تنجه Tadorna tadorna
- تنجه راجه Tadorna radjah